# Välijaure
Välijaure är en sjö i Kiruna kommun i Lappland och ingår i Torneälvens huvudavrinningsområde. Sjön har en area på 1,63 kvadratkilometer och ligger 814,2 meter över havet. Sjön avvattnas av vattendraget Kuolpanjåkka.

## Delavrinningsområde
Välijaure ingår i det delavrinningsområde (756174-163373) som SMHI kallar för Utloppet av Välijaure. Medelhöjden är 1 099 meter över havet och ytan är 43,78 kvadratkilometer. Det finns inga avrinningsområden uppströms utan avrinningsområdet är högsta punkten. Kuolpanjåkka som avvattnar avrinningsområdet har biflödesordning 3, vilket innebär att vattnet flödar genom totalt 3 vattendrag innan det når havet efter 471 kilometer. Avrinningsområdet består mestadels av kalfjäll (96 procent). Avrinningsområdet har 1,76 kvadratkilometer vattenytor vilket ger det en sjöprocent på 4 procent.